# Zhou Yu (Renming)
|  | Aquest article tracta sobre el militar també conegut com a Renming. Vegeu-ne altres significats a «Zhou Yu (desambiguació)». |

En aquest nom xinès, el cognom és Zhou.
Zhou Yu, nom estilitzat Renming (仁明), va ser un oficial durant el període de la tardana Dinastia Han Oriental de la història xinesa. Ell era un nadiu de Kuaiji, i un germà menor de Zhou Ang i Zhou Xin.
Quan Cao Cao hi va estar reunint tropes per unir-se a la campanya contra Dong Zhuo en el 189, Zhou Yu va reclutar 2000 homes per anar amb ell i es va convertir en l'assessor de Cao Cao. Ell més tard va ser traslladat al campament de Yuan Shao i fou nomenat l'Inspector de la Província de Yu (豫州).
En la batalla de Yangcheng en el 191, causada per una disputa entre els cosins Yuan Shao i Yuan Shu, Zhou Yu fou manat per Yuan Shao d'atacar al general de Yuan Shu, Sun Jian, a Yangcheng. En un inici, Zhou tenia la paella pel mànec, fent retrocedir a Sun Jian, però Sun Jian va contraatacar i derrotà a Zhou Yu. Aquesta empresa és sovint erròniament atribuïda a Zhou Ang.
El següent any, Zhou Yu va anar a aidar al seu germà Zhou Ang contra un atac de Yuan Shu a Jiujiang (九江), però ells van ser derrotats. Zhou Yu va tornar-hi a Kuaiji després de la batalla, on fou assassinat per Xu Gong.